# Alraune, die Henkerstochter, genannt die rote Hanne

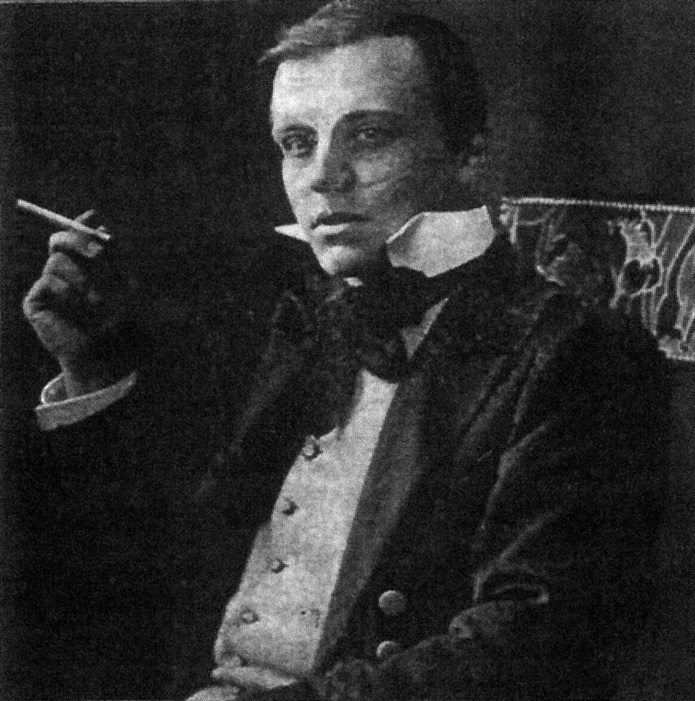
Hanns Heinz Ewers, l'auteur du roman.

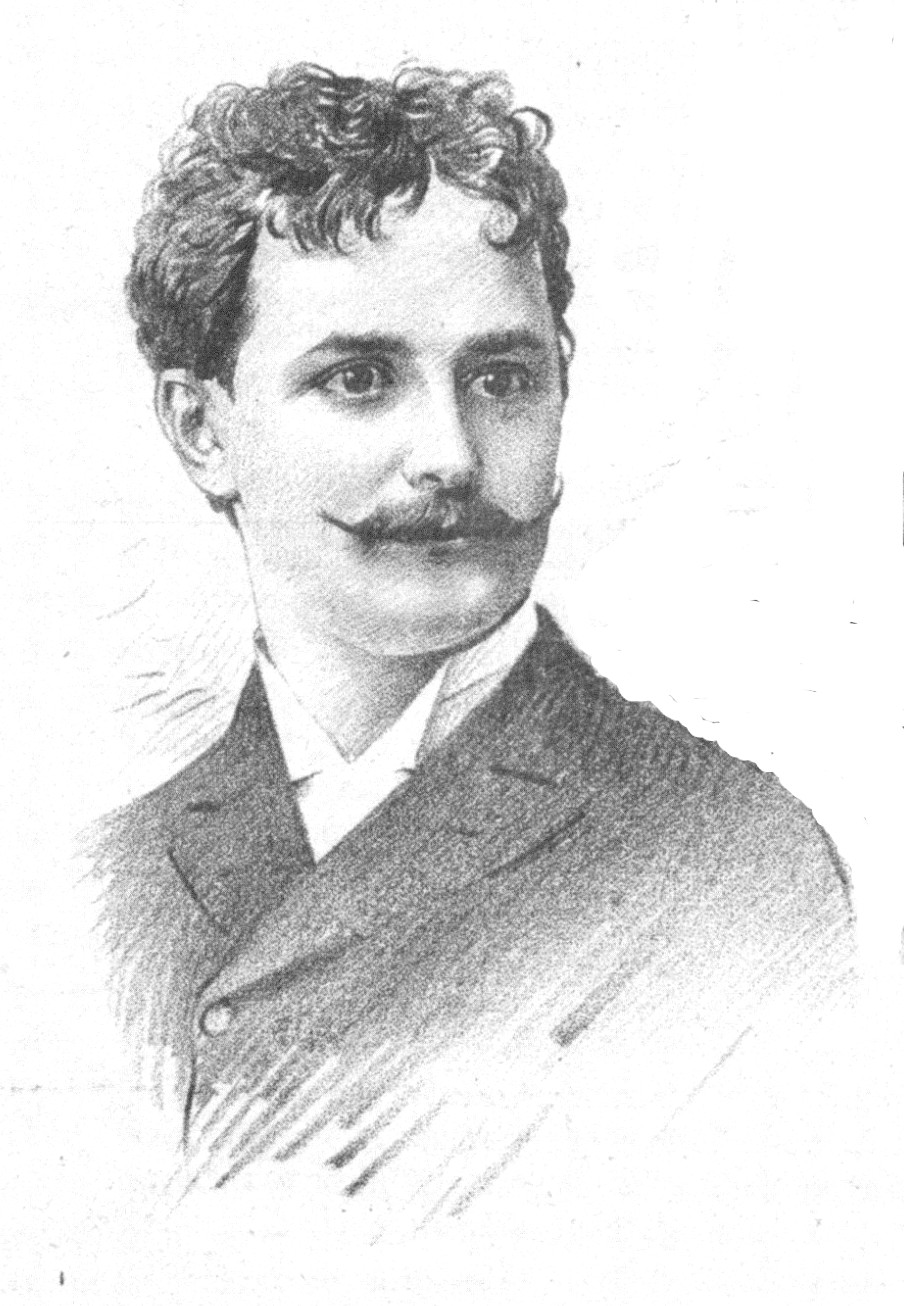
Josef Klein (en 1893), acteur et réalisateur de ce film.

Alraune, die Henkerstochter, genannt die rote Hanne est un film allemand muet réalisé par  Eugen Illés et Josef Klein, sorti en 1918. Il est l'adaptation au cinéma du roman de Hanns Heinz Ewers intitulé Mandragore (Alraune. Die Geschichte eines lebenden Wesens) et paru en 1911

## Synopsis
Ce film met en scène une Mandragore de chair, jeune fille née de l'insémination artificielle d'une prostituée par le sperme d'un homme mort : quand elle apprend la vérité sur sa naissance, elle cherche à se venger de son créateur.

## Fiche technique
- Titre : Alraune, die Henkerstochter, genannt die rote Hanne
- Titre court : Alraune
- Titre américain : Sacrifice
- Réalisation : Eugen Illés, Josef Klein
- Scénario : Carl Froelich, Georg Tatzelt
- Photographie : Eugen Illés
- Décors : Artur Günther
- Pays d'origine :  Allemagne
- Sociétés de production : Luna-Film
- Distribution : Natural Film GmbH
- Longueur : 88 minutes
- Format : Noir et blanc - Muet
- Date de sortie : 
  - Allemagne : 1918

## Distribution
- Max Auzinger
- Josef Klein
- Friedrich Kühne
- Ernst Rennspies
- Tatjana Sand
- Gustav Adolf Semler
- Hilde Wolter